# Demon Slayer: Kimetsu no Yaiba – To the Hashira Training
Demon Slayer: Kimetsu no Yaiba – To the Hashira Training (jap. 鬼滅の刃 柱稽古編 Kimetsu no yaiba Hashira geiko-hen), znany również jako Demon Slayer: To the Hashira Training – japoński film animowany z 2024 na podstawie mangi Miecz zabójcy demonów – Kimetsu no Yaiba autorstwa Koyoharu Gotōge. Za reżyserię odpowiadał Haruo Sotozaki, a za produkcję studio Ufotable. Film jest bezpośrednią kontynuacją trzeciego sezonu serialu anime.
Premiera w japońskich kinach odbyła się 2 lutego 2024, natomiast w Polsce miała miejsce 23 lutego tego samego roku.

## Fabuła
Krótko po zabiciu Gyokko, Piątego Wyższego Księżyca, Filar Mgły Muichiro Tokito przebudza tajemnicze znamię na swojej twarzy, które zwiększa jego siłę i szybkość, po czym opada z wyczerpania, a na pomoc przychodzą mu kowale Kozo Kanamori i Kotetsu.
Tymczasem Tanjiro Kamado i Genya Shinazugawa pomagają Filarowi Miłości Mitsuri Kanroji w walce przeciwko Czwartemu Wyższemu Księżycowi, Hantengu, który skurczył się, by się ukryć, podczas gdy jego ucieleśniona nienawiść, Zohakuten, atakuje ich swoją Demoniczną Sztuką Krwi, przywołując gigantyczne drewniane smoki. Gdy Mitsuri przebudza swoje znamię, by zmierzyć się z Zohakutenem, Genya i Tanjiro ruszają w pogoń za Hantengu, po czym ten drugi używa Tańca Boga Ognia, by przeciąć szyję demona. Hantengu nagle uwalnia swoją ucieleśnioną urazę, Uramiego, który niemal zabija Tanjiro.
Demon używa wrzasku, aby obezwładnić zarówno Genyę, jak i Tanjiro, ale młodsza, demoniczna siostra Tanjiro, Nezuko, przybywa i rozlewa swoją krew na Uramiego, podpalając go. Spadają z klifu, gdzie na pomoc przybywają Muichiro, Kozo, Kotetsu i Hotaru Haganezuka. Ostatkiem sił Muichiro przekazuje Tanjiro niedokończony miecz Hotaru, gdy nadchodzi świt.
Ponieważ Zohakuten zużył zbyt wiele ich wspólnej mocy w walce z Mitsuri, Urami dostrzega trzech ukrytych w oddali kowali i ucieka, by ich pożreć. Tanjiro udaje się ściąć głowę Uramiemu, ale Nezuko zaczyna płonąć od ekspozycji na światło słoneczne. Przerażony Tanjiro zauważa, że bezgłowe ciało Uramiego nadal żyje, ponieważ Hantengu, główne ciało, nie został jeszcze ścięty. Gdy inni napotykają liczne przeszkody, Tanjiro zamiera, nie mogąc podjąć decyzji – dopóki Nezuko nie daje mu znaku, by zabił demona.
Tanjiro uświadamia sobie, że Hantengu ukrywa się w sercu Uramiego i wystawia go na światło słoneczne po przecięciu Uramiego na pół. Hantengu przypomina sobie swoje zbrodnicze życie jako człowiek, po czym Tanjiro go zabija. Zohakuten również się rozpada, ratując Mitsuri. Tanjiro opłakuje stratę Nezuko, ale okazuje się, że ta wciąż żyje, przestała płonąć i zaczęła ponownie mówić po tym, jak jej bambusowy kaganiec zsunął się z ust.
Dzięki wspomnieniom Hantengu król demonów Muzan Kibutsuji dowiaduje się, że Nezuko jest odporna na światło słoneczne, i uświadamia sobie, że jego cel osiągnięcia nieśmiertelności zostanie spełniony, jeśli ją pożre. Po bitwie Muichiro dziękuje Tanjiro za pomoc w odzyskaniu tożsamości, Mitsuri obejmuje ich wszystkich w radości, a cała wioska świętuje zwycięstwo.
Tydzień później Zenitsu Agatsuma i Inosuke Hashibira wracają ze swoich indywidualnych misji. Tanjiro dochodzi do siebie po odniesionych ranach, a Hotaru wręcza mu nowy miecz z tsubą należącą niegdyś do zmarłego Filaru Płomienia, Kyojuro Rengoku. Tanjiro otrzymuje również list od Tamayo, która informuje go, że jej testy na próbkach krwi Dwunastu Demonicznych Księżyców zakończyły się sukcesem, umożliwiając przemianę demonów z powrotem w ludzi. W innej misji Filar Węży, Obanai Iguro, oraz starszy brat Genyi, Filar Wiatru, Sanemi Shinazugawa, badają opuszczoną świątynię zamieszkaną przez demony. Wkrótce odkrywają, że jest ona jednym z kilku wejść do Zamku Nieskończoności – ogromnej, wielowymiarowej przestrzeni, która stanowi kryjówkę Muzana.
Gdy przywódca Korpusu Zabójców Demonów, Kagaya Ubuyashiki, jest na łożu śmierci, jego żona Amane zwołuje Filary na spotkanie, podczas którego Muichiro i Mitsuri opowiadają o przebudzeniu swoich znaków – oba pojawiły się w sytuacjach ekstremalnego stresu. Aby wykorzystać tę dodatkową moc, muszą przejść specjalny trening i poddać mu korpus, aby wszyscy byli gotowi na zbliżające się przybycie Muzana po Nezuko. Amane powierza Filarowi Owada, Shinobu Kocho, zadanie współpracy z Tamayo w celu stworzenia mikstury przeciwko Muzanowi, podczas gdy Filar Kamienia, Gyomei Himejima, rozpoczyna program treningowy. Wezwany zostaje także emerytowany Filar Dźwięku, Tengen Uzui, aby pomóc w szkoleniu. Tymczasem Filar Wody, Giyu Tomioka, postanawia jako jedyny nie brać w nim udziału, zamiast tego decydując się na samotny trening.

## Obsada
| Postać                 | Seiyū                                                          |
| ---------------------- | -------------------------------------------------------------- |
| Tanjiro Kamado         | Natsuki Hanae                                                  |
| Nezuko Kamado          | Akari Kitō                                                     |
| Muichiro Tokito        | Kengo Kawanishi                                                |
| Mitsuri Kanroji        | Kana Hanazawa                                                  |
| Hantengu               | Toshio Furukawa (Hantengu i Urami) Kōichi Yamadera (Zohakuten) |
| Gyokko                 | Kōsuke Toriumi                                                 |
| Genya Shinazugawa      | Nobuhiko Okamoto                                               |
| Hotaru Haganezuka      | Daisuke Namikawa                                               |
| Kozo Kanamori          | Eiji Takemoto                                                  |
| Kotetsu                | Ayumu Murase                                                   |
| Zenitsu Agatsuma       | Hiro Shimono                                                   |
| Inosuke Hashibira      | Yoshitsugu Matsuoka                                            |
| Kanao Tsuyuri          | Reina Ueda                                                     |
| Kagaya Ubuyashiki      | Toshiyuki Morikawa                                             |
| Amane Ubuyashiki       | Rina Satō                                                      |
| Muzan Kibutsuji        | Toshihiko Seki                                                 |
| Obanai Iguro           | Ken’ichi Suzumura                                              |
| Giyu Tomioka           | Takahiro Sakurai                                               |
| Gyomei Himejima        | Tomokazu Sugita                                                |
| Shinobu Kocho          | Saori Hayami                                                   |
| Sanemi Shinazugawa     | Tomokazu Seki                                                  |
| Tengen Uzui            | Katsuyuki Konishi                                              |
| Hinatsuru              | Atsumi Tanezaki                                                |
| Makio                  | Shizuka Ishigami                                               |
| Suma                   | Nao Tōyama                                                     |
| Aoi Kanzaki            | Yuri Ehada                                                     |
| Tamayo                 | Maaya Sakamoto                                                 |
| Yushiro                | Daiki Yamashita                                                |
| Sumi Nakahara          | Ayumi Mano                                                     |
| Kiyo Terauchi          | Nanami Yamashita                                               |
| Naho Takada            | Yūki Kuwahara                                                  |
| Goto                   | Makoto Furukawa                                                |
| Tecchin Tecchikawahara | Yūsaku Yara                                                    |